# Доброносов Ян Станіславович

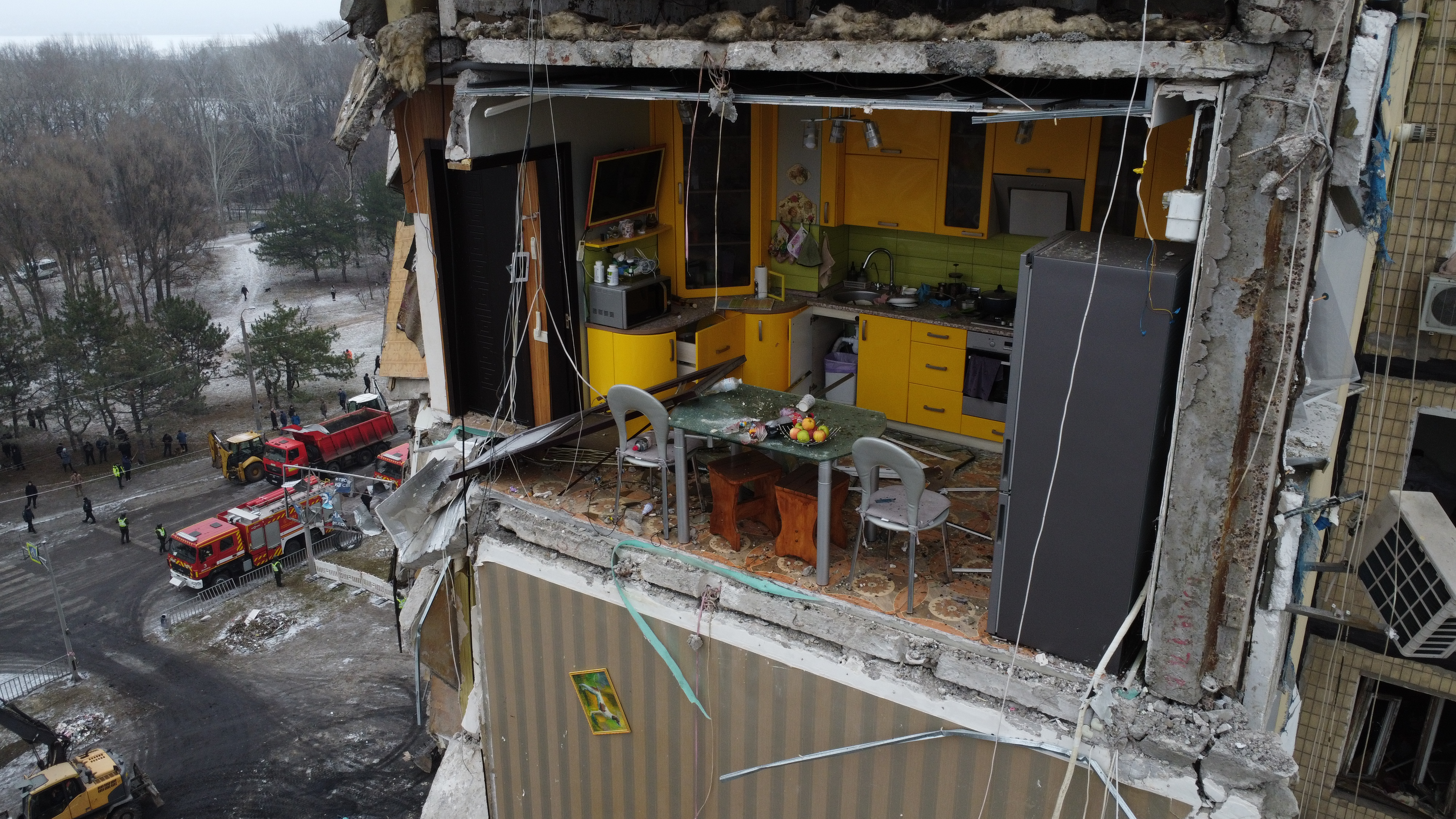
Фото жовтої кухні в Дніпрі стало відоме всьому світові після ракетного удару російських окупантів по житловому будинку 14 січня 2023 року. Тоді загинули 46 осіб.

Ян Станіславович Доброносов (нар. 9 червня 1986), м. Краматорськ, Донецька область — український фотограф, фотожурналіст.

## Життєпис
Закінчив Донбаську державну машинобудівну академію.
Працював на 4 українських телеканалах (2004—2017), відеоператором на 5 каналі (2010—2017), фоторепортером «Букв», від 2021 — фотокореспондент у «Телеграфі».
З 2014 року репортажний фотограф. Відтоді висвітлює російсько-українську війну. 15 січня 2023 року Доброносов поїхав до Дніпра, щоб сфотографувати наслідки ракетних обстрілів Дніпра у 2022—2023 роках. Його фотографія з дрона, зроблена того дня на пофарбованій у жовтий колір кухні родини Кореновських, де напередодні загинув тренер з боксу Михайло Кореновський, була широко поширена в соціальних мережах, а також надрукована провідним американським журналом «Time» і використана «BBC News».
18 жовтня 2023 року на вокзалі «Харків-Пасажирський» проводилася фотовиставка робіт Яна Доброносова. Місце проведення виставки не випадкове, адже значну частину свого часу фотограф проводить у подорожах потягами «Укрзалізниці», прямуючи до місць зйомок. У рамках виставки були представлені фото головкома Збройних сил України Валерія Залужного, військових, бійців спецпризначення, «Батьківщини-Мати», Херсона після затоплення, мешканців прифронтових міст, зруйнованих «прильотами» багатоповерхівок та багато іншого.

## Інциденти
У 2018 році Ян оприлюднив фотографію, на якій одна із представниць ЗМІ у Верховній Раді України показувала непристойний жест на камеру. Згодом Верховна Рада скасувала акредитацію журналісткам Валерії Єгоровій та Юлії Махмуді за зневагу до парламенту.
2 вересня 2020 року нардеп від фракції «Слуга народу» Євген Шевченко, який 1 вересня погрожував Яну, прийшов у ложу для преси, щоб зняти його на мобільний телефон, і почав ображати.
Сторонні сайти неодноразово некоректно використовували фото Яна Доброносова. Так, у серпні 2023 року власник «Телеграфу» Вадим Осадчий звинуватив видання NV у крадіжці фото авторства кореспондента Яна Доброносова, на якому президент Володимир Зеленський цілує руку своїй дружині. Редакція не поставила активного посилання на джерело фотографії — інстаграм її автора — і обрізала водяний знак видання на фотографії. Згодом, після звинувачень Осадчого, NV проредагувало новину.

## Нагороди
- відзнака «За честь і славу» III ступеня (16 лютого 2023)[20]
- нагрудний знак "За службу" ІІІ ступеня (21 липня 2023 року)[21].